# لوبریانو
لوبریانو (به ایتالیایی: Lubriano) یک کومونه در ایتالیا است که در استان ویتربو واقع شده‌است.

## خصوصیات
لوبریانو ۱۶٫۶ کیلومترمربع مساحت و ۹۳۴ نفر جمعیت دارد و ۴۴۱ متر بالاتر از سطح دریا واقع شده‌است.